# Crédit coopératif
Le Crédit coopératif est une banque coopérative nationale française. À l’origine outil bancaire des sociétés coopératives et participatives (SCOP) et de l’économie sociale et solidaire (associations, coopératives, mutuelles…), sa clientèle s’est élargie à d'autres formes d’entreprises et aux particuliers.
Le Crédit coopératif exerce l’ensemble des services bancaires classiques. L’une de ses spécificités est de proposer des produits et services « éthiques et solidaires ».
En 2002, il devient l'une des quatorze banques populaires membre de la Fédération nationale des Banques populaires (FNBP), qui en devient son organe central, jusqu'en 2009 où la FNBP s'associe à la Fédération nationale des Caisses d'Épargne pour fonder le groupe BPCE, qui devient leur nouvel organe central.
Le groupe Crédit coopératif comprend le Crédit coopératif, ses filiales (BTP Banque, Ecofi, Esfin Gestion), ses participations et ses établissements de crédit associés.

## Histoire

### Origine

#### La Banque coopérative des associations ouvrières de production: 1893
La Banque coopérative des associations ouvrières de production (BCAOP) est fondée en 1893 par des coopérateurs membres d'association ouvrière de production. Construite avec des moyens dérisoires, la BCAOP échappe à deux faillites avant 1914,. Son objectif est alors de permettre à des petites entreprises coopératives ne disposant pas de garanties suffisantes d'accéder au crédit.

#### La Caisse centrale de crédit coopératif: 1938
La création, par décret-loi, de la Caisse centrale de crédit coopératif a lieu en 1938 pour financer le développement des coopératives de production (SCOP) et des coopératives de consommation.

### Banque française de crédit coopératif: 1969
En 1969, la banque des SCOP, héritière de la Banque coopérative des associations ouvrières, et la Caisse centrale de crédit coopératif (4C) se rapprochent. C'est la naissance du Crédit Coopératif. La Banque des SCOP devient la Banque Française de Crédit Coopératif (BFCC).
En 1974, le groupe, qui, jusque-là, s'adresse essentiellement à une clientèle coopérative, se diversifie aux associations et aux mutuelles, c'est-à-dire des organismes ayant la même logique économique, celle des groupements de personnes.
En 1983, le Crédit coopératif en partenariat avec le Comité catholique contre la faim et pour le développement émet le premier placement de la finance solidaire en Europe, le fonds Faim et développement.
La loi relative à l'activité et au contrôle des établissements de crédit du 24 janvier 1984 qui met notamment fin à la spécialisation réglementée des banques, le Crédit Coopératif entame une activité de banque à part entière. Cette nouvelle réglementation lui permet de diversifier sa clientèle, ses activités et de développer un réseau d'agences bancaires. La Caisse centrale est érigée en organe central d'un ensemble d'établissements de crédit pour la plupart coopératifs.
La même année, la Fondation d'entreprise Crédit coopératif est créée, pionnière des fondations d’entreprise en France devient la fondation de référence de l'Économie sociale et solidaire (ESS).
1988 voit la création par l'association La NEF, de la société financière de La Nef, société coopérative de finances solidaires.
Quatre ans plus tard, le Crédit coopératif acquiert GMF Banque, l'ancienne Banque centrale des coopératives et des mutuelles (BCCM) créée par le mouvement de la Coopération de consommateurs (Mouvement COOP). Le Crédit coopératif accentue alors ses activités pour les particuliers. Cette acquisition sera suivie, en 1996, par celle de BTP Banque et de BTP Investissements, puis, deux ans après, le rachat des banques Pommier, Finindus, du Dôme (Crédifrance Factor) et de la Banque de l'Entreprise.
En 2000, le Crédit coopératif est l'un des premiers signataires de la Charte pour la distribution de prêts à la création d'entreprises, avec la banque de développement des petits et moyennes entreprises.
En 2001, la banque ouvre son capital social aux clients particuliers qui peuvent désormais acquérir des parts sociales. Ces parts sont rémunérées selon un taux d'intérêt et ne donnent pas le droit de vote.
En 2002, en raison d'une réglementation bancaire rendant difficile l'existence d'établissements bancaires de taille moyenne isolés, le Crédit Coopératif rejoint le groupe bancaire coopératif, Banque populaire,. Il signe un protocole avec la Banque fédérale des banques populaires (BFBP), entre à son capital et adopte le statut de société coopérative anonyme de banque populaire. La compétence d'organe central de la Caisse centrale de Crédit Coopératif est alors transférée à la BFBP.

### Crédit coopératif: 2003
En 2003, il y a fusion-absorption par la Banque française de crédit coopératif de la Caisse centrale de crédit coopératif.
2009 voit la naissance du groupe BPCE, organe central issu du rapprochement de la Banque fédérale des banques populaires (BFBP) et de la Caisse nationale des caisses d'épargne (CNCE). BPCE devient l'organe central du Crédit coopératif. Le Crédit Coopératif en tant qu'actionnaire de Banque populaire, détient 1 % du capital de BPCE ; Banque populaire est l'une des maisons mères de BPCE.
En 2018, l'établissement bancaire migre sur le système d'information de la Caisse d'épargne, pour un coût de 100 millions d'euros,.
En 2023, le Crédit coopératif détient 425 000 clients, dont la moitié de particulier, et emploie 1 800 salariés sur 70 agences bancaires.
Selon l'association de consommateurs CLCV, le Crédit coopératif propose les tarifs bancaires 2025 les plus compétitifs sur l'ensemble des segments du marché,.

## Organisation

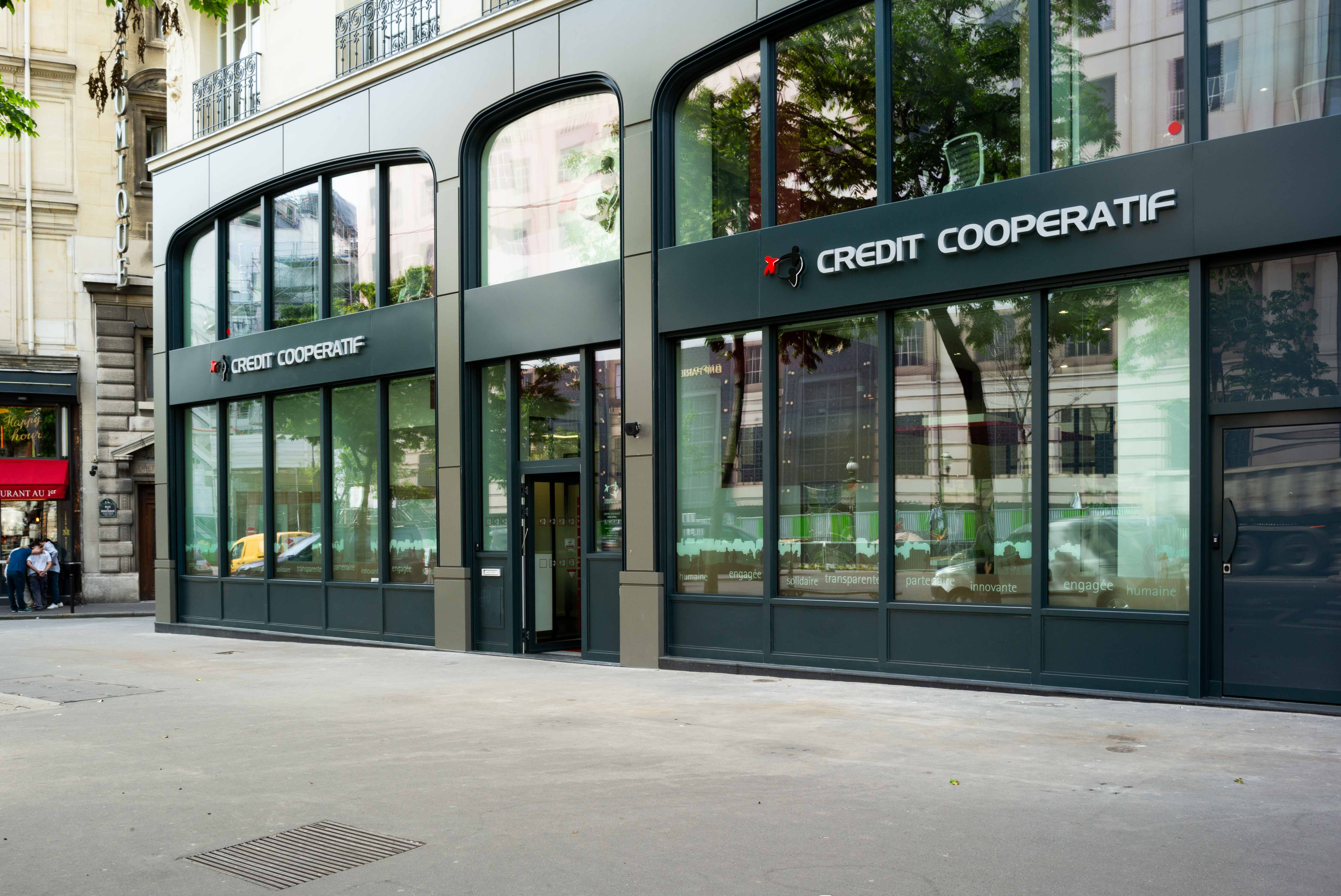
Agence de Paris Opéra au 13, boulevard des Italiens.

### Une banque coopérative
Le Crédit coopératif est régi, principalement, comme banque coopérative par la législation coopérative, et en tant que banque, par le Code monétaire et financier. Il se réfère aux principes édictés par l'Alliance coopérative internationale (déclaration sur l'identité coopérative).
Selon l'Association internationale des banques coopératives (AIBC), une banque coopérative est « une entité bancaire qui appartient à ses sociétaires. Ces derniers ont la double qualité d’associé et d’usager, de propriétaires et de clients de leur banque. Les banques coopératives sont généralement créées par  des personnes appartenant à une communauté locale ou professionnelle ou partageant des intérêts communs ».
Son capital est apporté à 100 % par ses clients ; la totalité des droits de vote en assemblée générale est détenue par ses clients-sociétaires qui votent selon le principe coopératif « une personne, une voix ». Parmi les banques coopératives, le Crédit coopératif a l’originalité d’être une banque coopérative nationale.

### Gouvernance
Le Crédit coopératif anime une vie coopérative qui implique les sociétaires à différents niveaux :
Les conseils locaux et comités de région recueillent les besoins et attentes des clients. Ils réunissent dans chaque centre d'affaires une dizaine de sociétaires représentant leur secteur d’activités. Ces attentes sont ensuite exprimées au sein du Conseil national du Crédit coopératif (CNCC) qui regroupe différents représentants des sociétaires, des clients et des partenaires, et les responsables du Crédit coopératif. Ce Conseil est représenté au conseil d’administration.
L’assemblée générale se tient une fois par an selon le principe coopératif « 1 personne = 1 voix », quel que soit le nombre de parts sociales détenues. Les sociétaires votent sur les sujets qui relèvent de l’assemblée générale (approbation des comptes, désignation des administrateurs, etc.). Préalablement à cette assemblée générale, un temps d’échanges est organisé pour mieux connaître le fonctionnement de la banque, poser des questions et ainsi pouvoir exprimer un avis éclairé au moment du vote des résolutions.
Le conseil d’administration est désigné par l’assemblée générale. Il est composé d’organisations de sociétaires (personnes morales) dans une logique de représentation des grandes familles de clientèles, et d'un représentant des clients particuliers. Il comprend aussi sept censeurs, ainsi que trois administrateurs élus par les salariés.

## Activité
Tous les types de produits et de services bancaires sont proposés. Il se concentre toutefois sur la collecte auprès de sa clientèle (épargne et placement) et le crédit. Sont également proposés des placements bancaires et cartes bancaires solidaires.
Le Crédit Coopératif est une coopérative de personnes morales et de particuliers. Sur les 16 100 000 000 € de prêt octroyés à la clientèle en 2022, 40 % sont attribués à des entreprises (principalement coopératives), 49 % à des associations et services d’intérêt général et 11 % à des particuliers. De même, 67 % des ressources de la banque (sur un total de 26 300 000 000 €) proviennent des dépôts de la clientèle.
Le Crédit Coopératif est la banque d’entreprises de l’économie sociale et solidaire et d’autres formes d’entreprises : entreprises coopératives ou groupées, PME/PMI, associations (ou organismes proches de ce statut), mutuelles et entreprises aux valeurs similaires, entrepreneurs sociaux… Ces organisations interviennent dans tous les secteurs — sanitaire, social, industrie, distribution, logement social, environnement, etc. — avec une forte implication dans les activités d’intérêt général, de solidarité, de lutte contre les exclusions et d’éco-activités.
Le Crédit Coopératif enfin crée et gère des outils financiers dédiés : fonds de garantie mutuelle pour les associations médico-sociales, du tourisme social, pour les associations innovantes, etc. Pour les PME/PMI, avec leurs fédérations et syndicats professionnels, il a créé des coopératives financières de garantie afin de leur faciliter l’accès au crédit.
Le Crédit Coopératif est le seul établissement français engagées pour une finance responsable au sein de la Global Alliance for Banking on Value (en) (GABV). En europe, il est fondateur de la Fédération européenne des banques éthiques et alternatives (FEBEA),.

### Finance solidaire
Le livret Agir du Crédit coopératif est le principal livret du marché de l'épargne solidaire avec un encours de 935 millions d’euros. L'épargnant verse une part des intérêts perçus à l'association de son choix. Ce livret a permis de reverser, 1,4 million d’euros d'intérêt à des associations en 2022.
Le Crédit coopératif propose également des livrets fléchés dont l’épargne est orientée localement sur une région, ou pour financer des projets autour de l’emploi, de l’insertion ou encore de l’énergie renouvelable, de l’efficacité énergétique, de l’économie circulaire et de la mobilité.

### Éthique
L'établissement bancaire mène une politique d'exclusion de certaines activités, comme les paradis fiscaux.

### Impact carbone
Le Crédit coopératif est l'un des établissements bancaires à plus faible impact carbone, avec 120 tonnes d'équivalent CO2 par million d'euros financé, représentant des émissions quatre fois moins importantes que la moyenne du secteur en France.

## Le groupe bancaire
Le groupe Crédit Coopératif est composé du Crédit coopératif, de ses filiales, de ses participations et de ses établissements associés.

### Filiales

#### Fédération nationale des Banques populaires
En 2002, le Crédit coopératif devient l'une des quatorze banques populaires membre de la Fédération nationale des Banques populaires (FNBP). Il est une banque coopérative à statut de banque populaire.

##### BPCE
Le Crédit coopératif détient 1 % du capital de BPCE qui est l’organe central du Crédit coopératif. C’est BPCE qui représente la banque vis-à-vis des pouvoirs publics, garantit sa solvabilité et sa liquidité en contrepartie d’une fonction de contrôle. Pour autant, le protocole d’entrée au sein des banques populaires garantit son autonomie de gestion et d’action. L'organe central exerce une activité complète et diversifiée auprès du groupe BPCE ainsi que de chacun des réseaux complets.

#### BTP Banque
La BTP Banque, est un établissement de financement des entreprises du bâtiment et des travaux publics,, elle est composée de BTP Conseil investissement, une société de capital risque, et de BTP Capital conseil, transmission d'entreprise.

#### Ecofi Investissements
Ecofi Investissements, est une société de gestion, entreprise à mission, elle propose des placements labellisés investissement socialement responsable (ISR) et solidaire,.
Des voix critiques font entendre qu'à travers sa filiale Ecofi et ses choix d'actifs, la banque soutient des géants de l'industrie militaire (Siemens, Schneider Electric), de la chimie (BASF), de la pharmaceutique (Sanofi), du gaz de schiste (Repsol), du secteur financier (Axa, Allianz), ou encore du pétrole (Total), autant d'entreprises dont les secteurs d'activité sont perçus comme contraires aux engagements éthiques du Crédit Coopératif.

##### Esfin Gestion
Esfin Gestion est une filiale d'Ecofi, de capital-investissement au sein des structures de l'économie sociale et solidaire,
En 2021, Ecofi dispose de 7,4 milliards d'encours sous gestion.
En 2022, Ecofi gère le seul fonds, Ecofi Agir pour le climat, labellisé fonds solidaire par Finansol, fonds vert par le label Greenfin et responsable par le label ISR.
- InPulse, gestion de fonds de placement alternatif[30],[31],
- Tise, société de capital risque en prêt aux ONG et aux PME, géré en Pologne[22].

### Participations
Le Crédit Coopératif prend également des participations, à caractère partenarial et commercial, dans des entreprises diverses, proches de ses secteurs de clientèle, souvent en capital-développement sectoriel, des services à la personne, de l'éducation, du logement social, des finances solidaires (France active), des énergies renouvelables, etc. en France ou en Europe[réf. souhaitée].

### Établissements associés
Le groupe Crédit Coopératif comprend également des établissements de crédit. Par une convention d’association, il garantit leur solidité financière, qu’il soit ou non présent au capital :
- Banque Edel, sociétés financières de crédit, et des sociétés financières de garantie[14],
- Société coopérative pour l'équipement et la rénovation du commerce (Socorec), société de cautionnement et de financement spécifique pour le commerce[32]. L'établissement financier est sous statut coopératif dont le capital est détenu par une trentaine de groupements de commerçants indépendants[33].
- Sofiscop, société de cautionnement et de financement spécifique pour les coopératives en SCOP ou SCIC[34],
- CMGM-Sofitech,
- Somudimec et Somupaca, société de cautionnement et de financement spécifique pour l'industrie et le transport,
- La Nef, société financière éthique[35].

## Directions

### Banque française de crédit coopératif (1969-2003)

#### Directions générales
- André Chomel : 1970[36],[37],
- Jean-Claude Detilleux
- Robert Durand[PV 1] jusqu'en 1999[PV 2],
- Pierre Lajugie de la Renaudie : de 1999[PV 2]

#### Présidences
- Pierre Lacour : 1970[36],
- Jacques Moreau : jusqu'en 1992[PV 1],
- Jean-Claude Detilleux : depuis 1992[PV 1].

### Caisse centrale de crédit coopératif (1982-2003)

#### Directions générales
- Jacques Moreau : de 1974[37], à 1992[38],
- Jean-Claude Detilleux : de 1992[38],[39] à 2003.

#### Présidences
- Jean-Claude Detilleux : depuis 1992[39] .

### Crédit Coopératif (depuis 2003)

#### Directions générales
- Hugues Sibille :
- Jean-Claude Detilleux : jusqu'en 2007[40],
- Philippe Jewtoukoff : de 2007[40] à 2010[PV 3],
- François Doremus : de 2010[PV 3] à 2015[PV 4],
- Christine Jacglin : de 2015[PV 4] à 2019[PV 5],
- Benoît Catel : de 2019[PV 5] à 2023[PV 6]
- Pascal Pouyet : depuis 2023[15],[PV 6].

#### Présidences
- Jean-Claude Detilleux[40] :
- Jean-Louis Bancel : jusqu'en 2020[41],
- Jérôme Saddier : depuis 2020[41].

## Controverse

### Part de financement du logement social par le livret A
Si, à l'origine, le rôle historique du livret A était de financer le logement social et l'accès universel aux services bancaires, de multiples réformes sont venues permettre aux banques de récupérer une part des liquidités générées. Depuis 2009, La Banque postale et la Caisse d'Épargne n'ont plus le monopole du livret A et le plancher des sommes reversées à la Caisse des dépôts et consignations a plusieurs fois baissé.
Dans un rapport daté d'octobre 2011, les Amis de la Terre et ATTAC demandent quelle « part des fonds collectés sur le livret A versez-vous en 2010 à la Caisse des dépôts et consignations pour financer le logement social ? ». Le Crédit coopératif répond : 12,6%, sur assiette de collecte du livret A et du livret de développement durable et solidaire. À titre de comparaison, Dexia reverse 100 %, la Banque Postale 99 %, suivent HSBC avec 55 % et la Société générale et le Crédit agricole à environ 23 %.

### Fermeture du compte de l'Union juive française pour la paix (UJFP)
Le 30 juillet 2025, après plus de vingt ans de relations sans incident connu, le Crédit Coopératif a fermé le compte de l’Union juive française pour la paix (UJFP), privant l’association de son principal outil pour mener ses actions humanitaires, notamment à Gaza. Une décision qui a surpris, tant le Crédit Coopératif est reconnu pour son rôle de banque coopérative engagée, soutenant une économie réelle à forte valeur sociale et environnementale. L’UJFP dénonce une décision opaque, qu’elle attribue à des pressions politiques. La banque, elle, invoque la « conformité » et le secret bancaire.

## Activité de lobbying
Le Crédit coopératif est inscrit depuis 2014 au registre de transparence des représentants d'intérêts auprès de la Commission européenne, et déclare en 2018 pour cette activité des dépenses annuelles d'un montant de 50 000 €.
Pour l'année 2022, le Crédit coopératif déclare à la Haute Autorité pour la transparence de la vie publique exercer des activités de lobbying en France pour un montant qui n'excède pas 10 000 €.

### Procès verbaux
1. 1 2 3  Procès-verbal du conseil d'administration déposé au RCS par actes du 22/02/1993.
2. 1 2  Procès-verbal du conseil d'administration déposé au RCS par actes du 16/09/1999.
3. 1 2  Procès-verbal du conseil d'administration déposé au RCS par actes du 01/12/2010.
4. 1 2  Procès-verbal du conseil d'administration déposé au RCS par actes du 06/03/2015.
5. 1 2  Procès-verbal du conseil d'administration déposé au RCS par actes du 29/11/2019.
6. 1 2  Procès-verbal du conseil d'administration déposé au RCS par actes du 28/03/2023.